# 9K116指節套環反坦克導彈
9K116「指節套環」（英語：9K116 Kastet，“Kastet”的意思是指節套環）是一系列由前苏联設計局KBP儀器設計廠所研製和生產的雷射制導系統式反坦克导弹系統，9K116是俄罗斯国防部火箭炮兵装备总局（GRAU）的代號；而北約代號為AT-10「圓錐」（英語：AT-10 Stabber）。
其導彈本身被稱為9M117「堡壘」，它與其衍生型被應用於眾多的獨立武器系統，包括9K116-1「堡壘」式導彈系統（AT-10「圓錐」，AT-10 Stabber）、9K116-2「舍克斯納」（英語：9K116-2 Sheksna，異說GRAU的編號為「9K118」；北約代號：AT-12「鞦韆」）和9K116-3「寓言」（9K116-3 Fable），與相應的、MT-12「劍」式反坦克炮所發射的3UBK10、T-55系列主战坦克以D-10戰車砲所發射的3UBK10-1、T-62M主战坦克以U-5TS坦克炮所發射的3UBK10-2和BMP-3步兵战车以2A70線膛炮所發射的3UBK10-3等炮射導彈。1981年，這款100毫米炮彈投入苏联武装力量使用。

## 研發
1976年，投入蘇聯軍隊服役的9K112「眼鏡蛇」是世界上第一款正式服役的炮管發射式反坦克导弹系統；但是，它只是少量裝備於前線部隊。1970年代後期，前蘇聯KBP儀器設計廠開始了研究第三代精确制導炮彈的研發工作，並將採用雷射制導系統而非无线电指令制導系統。導彈系統是由伊戈爾·阿里斯塔科夫（Igor Aristarkhov）的領導下進行所研發，而導彈本身與激光制導裝置則是則是切赫·科莫諾夫（Petr Komonov）的團隊所研發。9M117「堡壘」是首先研發出來、由MT-12「劍」式100毫米牽引型滑膛式反坦克炮所發射而相對地較為便宜的導彈。9M117反坦克導彈是3UBK10制導彈藥的一部分，而整個武器系統就被命名為9K116「指節套環」。具備测距功能的1K13激光引導裝置設於靠近火炮的三腳架以上。1981年，該系統正式投入服役。
在9K116系統的研發過程當中，研究團隊意識到它可用以增強在蘇聯和盟國所生產的大量過時舊式T-55和T-62主战坦克的遠程火力。用於T-55以上的D-10T 100毫米线膛炮的導彈系統被命名為9K116-1「堡壘」（而整枚炮彈則是3UBK10-1）；而用於T-62以上的U-5TS 115毫米滑膛砲則是9K116-2「舍克斯納」（異說GRAU的編號為「9K118」；而整枚炮彈則是3UBK10-2）。這些9M117炮射導彈與牽引式的導彈版本完全相同；然而，115毫米版本以上裝有額外的支撐彈帶。
1983年，這些炮射導彈型號投入蘇軍服役。這使得在短時間之內可以較低的成本為舊式坦克—即與現代坦克差距甚遠的T-55M／MB／AM／AMV／AD與T-62M／MB—創造了現代化的條件，提高了其作戰效能，並且在很大程度上相當於次世代的坦克的射擊能力。導入了反坦克導彈的發射能力可延長舊式坦克的使用壽命，使得它倆的戰鬥力幾乎可與次世代的坦克匹敵。最大的好處在於，發射「堡壘」和「舍克斯納」炮射導彈時無需更換坦克炮。相對的，發射美製MGM-51橡樹棍反坦克導彈卻需要裝上專門的發射器並且移除發射標準彈藥的裝置。但這時才試圖大量配用舊式坦克也為時已晚了。在國際緊張局勢減少所連帶以下，軍隊裝備的坦克數量一直正在減少，而早期的T-55和T-62亦正被淘汰。最終，只有少數坦克得以配用這兩款炮射導彈。
然後到了1987年，研究團隊研發了9K116-3導彈系統，並且配用於BMP-3步兵战车的2A70 100毫米線膛炮以上。
從1993年起，9M117炮射導彈的改進型為9M117M。它配備了串聯式锥形装药。前彈頭用以引爆反應裝甲，而主彈頭則是刺穿主要裝甲。2005年，又推出了進一步改進型版本9M117M1，增加了其射程和穿甲能力。
類似的系統，口徑更大的9M119「斯維里」，則是專為T-72與T-80主戰坦克的2A46系列125毫米滑膛炮而研發的炮射式反坦克導彈。

## 描述
該100毫米反坦克導彈類似於普通的100毫米反坦克彈藥，並且以相同的方式裝填及發射。該彈藥先利用較少量的爆炸性裝藥，以大約400至500米／秒的速度將要拋射的導彈從炮管射出。離開炮管以後，一個小蓋子會從導彈後部的小型窗口以上掉下來。固體燃料火箭會在導彈發射以後的1.5秒點火，並且燃燒6秒鐘。
該炮射導彈採用了雷射制導系統。發射導彈的坦克／車輛／火炮可藉由1K13激光引導裝置投射出分成扇區的錐狀激光，而每個扇區都著有不同的頻率或調變。而上述的導彈後部的小型窗口，裝有一台可以檢測到雷射調變的傳感器。利用這種調變，導彈會操縱自身，並且保持它在錐狀雷射當中的位置。雷射駕束式制導系統的尺寸較无线电指令制導系統為緊湊，而且比半主動激光制導更為便宜和簡單。該類導彈也為難以受到無線電或光學手段所干擾。但另一方面，雷射制導系統必須始終藉由雷射瞄準器追踪目標，而且系統無法在移動中可靠地使用。
該導彈飛至4,000公尺的所需時間為大約12秒，平均為333.33米／秒。假如飛行26至41秒以後都無法擊中任何目標，導彈會啓動自毀引信。
9M117與9M117M炮射導彈可以三種模式發射：
- 主要模式——激光束與瞄準線（英语：Line-of-sight (missile)）重合，同時將坦克炮稍微抬高以減少導彈發射時所產生的塵埃量。導彈系統採用了瞄准线半自动指令引導原理，導彈會飛上至瞄準線的上方，並且在經過數百米以後進入激光束的制導。
- 彈道模式——將激光束與坦克炮都稍微抬高。然後導彈就在炮手的瞄準線上方3公尺發射、地面上方約5米處飛行。當與導彈的距離少於500公尺時，會降低激光束並且與瞄準線重合。在此模式下，目標不會在整個攻擊過程中很突出地顯示出來，因此能夠從打擊當中逃脫的可能性較小；而且可減少導彈飛行時所捲起的塵埃量，並且減少了導彈制導系統失去對導彈的控制的機率。
- 緊急模式——該模式僅適用於目標在1,000公尺的範圍以內突然出現、而且導彈已經裝填上膛的情況以下。坦克炮的激光束和炮管於瞄準軸上平行。在這種模式下，命中概率較低，而且擊中地面的風險更大，最小射擊距離為100米。

## 衍生型

### 以導彈系統分類
- 9K116「指節套環」（9K116 Kastet）：配用於MT-12「劍」式100毫米反坦克炮（PAK）的版本。
  - 100毫米3UBK10炮彈，裝配9M117「堡壘」式高爆反坦克導彈。射程為3,000公尺，装甲貫穿力是275—500毫米軋壓均質裝甲。
  - 100毫米3UBK10M炮彈，裝配9M117M「菅」式串聯式高爆反坦克導彈。射程為4,000公尺，装甲貫穿力是500—550毫米軋壓均質裝甲。
  - 100毫米3UBK23炮彈，裝配9M117M1「阿爾坎」串聯式高爆反坦克導彈。射程為5,000公尺，装甲貫穿力是550—650毫米軋壓均質裝甲。
- 9K116-1「堡壘」（9K116-1 Bastion）：配用於T-55AM主戰坦克的版本。
  - 100毫米3UBK10-1炮彈，裝配9M117「堡壘」式高爆反坦克導彈。射程為3,000公尺，装甲貫穿力是275—500毫米軋壓均質裝甲。
  - 100毫米3UBK10M-1炮彈，裝配9M117M「菅」式串聯式高爆反坦克導彈。射程為4,000公尺，装甲貫穿力是500—550毫米軋壓均質裝甲。
  - 100毫米3UBK23-1炮彈，裝配9M117M1「阿爾坎」串聯式高爆反坦克導彈。射程為5,000公尺，装甲貫穿力是550—650毫米軋壓均質裝甲。
- 9K116-2「舍克斯納」（德语：9K116-2 Scheksna）：T-62M主戰坦克的版本。
  - 100毫米3UBK10-2炮彈，裝配9M117「堡壘」式高爆反坦克導彈。射程為3,000公尺，装甲貫穿力是275—500毫米軋壓均質裝甲。
  - 100毫米3UBK10M-2炮彈，裝配9M117M「菅」式串聯式高爆反坦克導彈。射程為4,000公尺，装甲貫穿力是500—550毫米軋壓均質裝甲。
  - 100毫米3UBK23-2炮彈，裝配9M117M1「阿爾坎」串聯式高爆反坦克導彈。射程為5,000公尺，装甲貫穿力是550—650毫米軋壓均質裝甲。
- 9K116-3「寓言」（9K116-3 Fable）：配用於BMP-3步兵戰車的版本。
  - 100毫米3UBK10-3炮彈，裝配9M117「堡壘」式高爆反坦克導彈。射程為3,000公尺，装甲貫穿力是275—500毫米軋壓均質裝甲。
  - 100毫米3UBK10M-3炮彈，裝配9M117M「菅」式串聯式高爆反坦克導彈。射程為4,000公尺，装甲貫穿力是500—550毫米軋壓均質裝甲。
  - 100毫米3UBK23-3炮彈，裝配9M117M1「阿爾坎」串聯式高爆反坦克導彈。射程為5,000公尺，装甲貫穿力是550—650毫米軋壓均質裝甲。

### 以導彈彈體分類
- 發射9M117「堡壘」（Bastion）炮射導彈的炮彈藥筒；击破爆炸反應裝甲以後的平均装甲貫穿力是550毫米等效軋壓均質裝甲。[7][8]
  - 100毫米3UBK10炮彈（MT-12）
  - 100毫米3UBK10-1炮彈（T-55AM）
  - 115毫米3UBK10-2炮彈（T-62M）
  - 100毫米3UBK10-3炮彈（BMP-3）
- 發射9M117M「菅」式（Kan）串聯式高爆反坦克導彈的炮彈藥筒；击破爆炸反應裝甲以後的平均装甲貫穿力是600毫米等效軋壓均質裝甲。[9]
  - 100毫米3UBK10M炮彈（MT-12）
  - 100毫米3UBK10M-1炮彈（T-55AM）
  - 115毫米3UBK10M-2炮彈（T-62M）
  - 100毫米3UBK10M-3炮彈（BMP-3）
- 發射9M117M1「阿爾坎」（Arkan）串聯式高爆反坦克導彈的炮彈藥筒，射程延長至100—6,000公尺（109.36—6,561.68码，328.08—19,685.04英尺）；击破爆炸反應裝甲以後的平均装甲貫穿力是750毫米等效軋壓均質裝甲。（除另外說明）
  - 100毫米3UBK23炮彈（MT-12）
  - 100毫米3UBK23-1炮彈（T-55AM）
  - 115毫米3UBK23-2炮彈（T-62M）；击破爆炸反應裝甲以後的平均装甲貫穿力是850毫米等效軋壓均質裝甲。
  - 100毫米3UBK23-3炮彈（BMP-3）；射程僅為100—5,500公尺（109.36—6,014.87码，328.08—18,044.62英尺）。

## 圖集

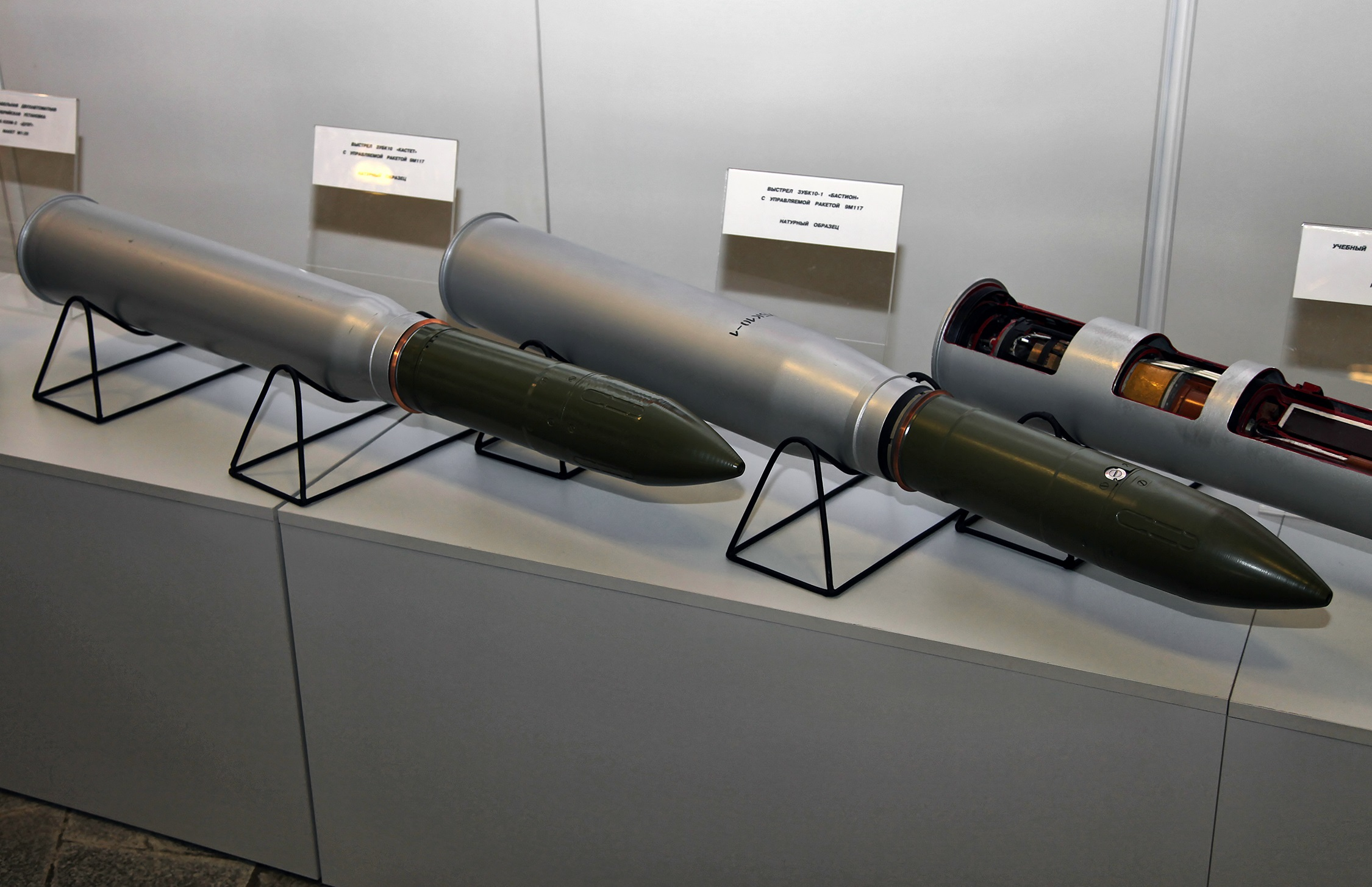
展示中的各款9K116「指節套環」系列炮射導彈。左側的是用於T-55AM坦克的100毫米9K116-1「堡壘」，中間的是T-62M坦克的115毫米9K116-2「舍克斯納」
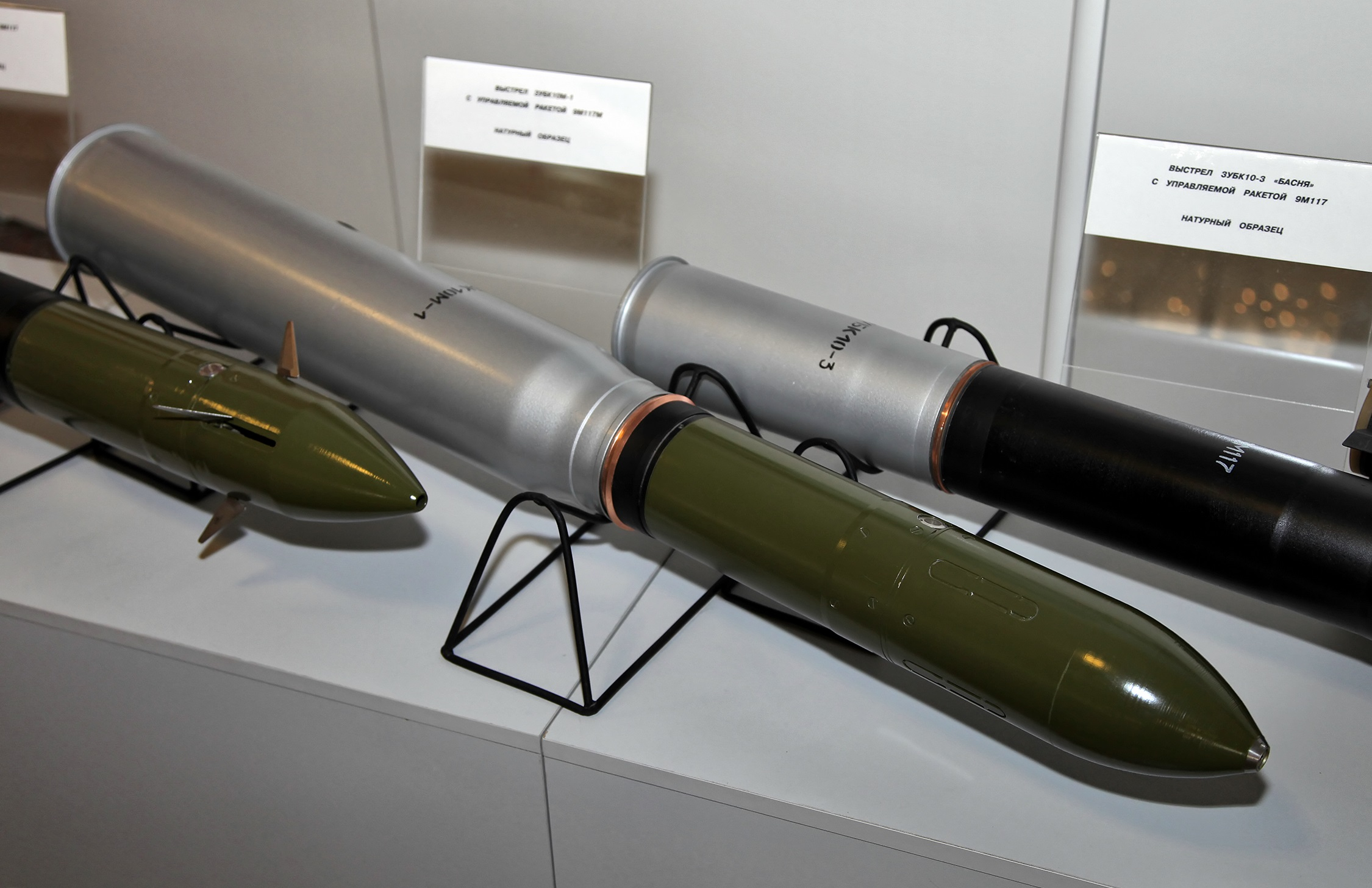
左側的是用於T-55AM坦克的100毫米9K116-1「堡壘」，中間的是T-62M坦克的115毫米9K116-2「舍克斯納」，右側的是BMP-3步兵戰車的100毫米9K116-3「寓言」
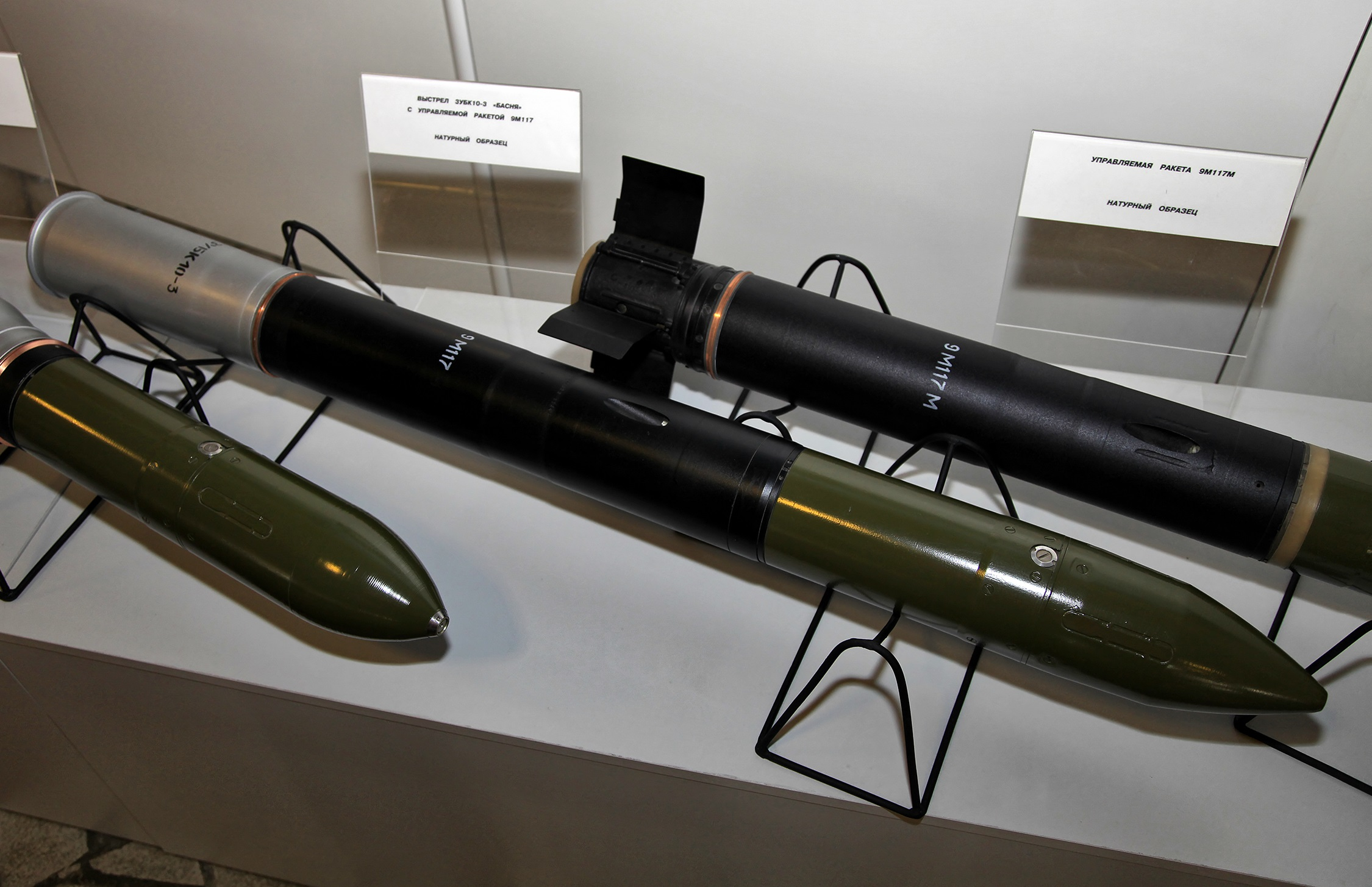
右側的是BMP-3步兵戰車的100毫米9K116-3「寓言」；在炮彈以外還有一枚導彈。

## 資料來源及腳註
- （俄文）—Angelskiy, R., Otechestvennye protivotankovye kompleksy ("Domestic anti-tank systems"), Moscow, 2002, ISBN 5-17-011744-2

1. ↑  Russian ATGMs （页面存档备份，存于）.
2. 1 2 3 4 5  Angelskiy, R. (2002), p. 111-115
3. ↑  . 新浪. 2005-08-29  [2011-09-20]. （原始内容存档于2012-03-30） （中文）.
4. 1 2 3 4  Angelskiy, R. (2002), p. 117-119
5. ↑  . www.kurganmash.ru.   [12 April 2018]. （原始内容存档于2014-06-06）.
6. 1 2  .   [2019-01-24]. （原始内容存档于2019-01-27）.
7. ↑  . （原始内容存档于2018-11-07）.
8. ↑  .   [2013-08-08]. （原始内容存档于2012-05-28）.
9. ↑  .   [2013-08-08]. （原始内容存档于2012-05-28）.

## 外部連接
- （德文）—Das Panzerdetail -  Die Lenkwaffenanlage 9K116 BASTION des T-55AM und SHEKSNA des T-62（页面存档备份，存于）
- （英文）—AT-10 (Stabber) Anti-Tank Guided Missile（页面存档备份，存于）
- （英文）—AT-12 (Swinger) Anti-Tank Guided Missile（页面存档备份，存于）
- （俄文）—Ракетная техника—Комплекс управляемого танкового вооружения 9К116-1 Бастион（页面存档备份，存于）